# N.P. Arnstedt
 Der er flere personer med dette navn, se Niels Arnstedt.
Niels Peter Arnstedt (født 20. september 1882 på Horupsgaard, Nørre Eskildstrup, død 13. november 1954) var en dansk diplomat.
Arnstedt var søn af gårdejer Peter Andersen og hustru Maren f. Pedersen. Han blev student fra Roskilde Katedralskole 1901 og cand.jur. i 1907. Han var sekretær ved De forenede Skoler 1908-12, og 1910 blev han overretssagfører. 1918-19 var han leder af de danske erhvervsorganisationers i Washington D.C. og handelsråd ved samme legation. 1921 blev han 1. legationssekretær ved det danske gesandskab i London og året efter legationsråd. 1922 steg han til overordentlig gesandt og befuldmægtiget minister i Warszawa, i 1924 i Bukarest, fra 1928 i Cairo. Han var Ridder af Dannebrog og Dannebrogsmand.
I 1934 byggede han sig landstedet Humleorehus nær Ringsted. Hans villa på Chr. Winthers Vej 4 på Frederiksberg blev 20. december 1944 kl. ca. 10.30 sprængt i luften af værnemagten, da den blev benyttet af modstandsbevægelsen. Arnstedt søn Niels var med i Holger Danske og Studenternes Efterretningstjeneste. Arnstedt opholdt sig i udlandet, og i huset boede ingeniør Hostrup-Schultz, som husede sabotører. Mens Gestapo undersøgte forholdene på adressen, opstod der ildkamp mellem dem og sabotørerne, hvilket resulterede i en sprængning af villaen. Eksplosionen var voldsom, idet der var skjult ammunition i væggene. Under slukningsarbejdet blev der under det nedstyrtede tag fundet en del geværer, pistoler og ammunition, som det lykkedes en gruppe frihedskæmpere at fjerne for næsen af de tyske vagtposter.
Arnstedt blev gift 21. marts 1911 med Johanne "Auntie" Larsen (17. januar 1889 i København – 2. maj 1974), datter af Poul Larsen, direktør i F.L. Smidth. Dermed trådte Arnstedt-familien ind i F.L. Smidths cirkler. De fik sønnerne Christian og Niels Arnstedt, som begge fik plads i firmaets bestyrelse.